# Paryphoconus wygodzinskyi
Paryphoconus wygodzinskyi är en tvåvingeart som beskrevs av Lane 1946. Paryphoconus wygodzinskyi ingår i släktet Paryphoconus och familjen svidknott. Inga underarter finns listade i Catalogue of Life.